# Forbol
Forbol is een natuurlijke, plantaardige organische verbinding. Het is een diterpeen van de tigliaan-klasse. Forbol werd voor het eerst geïsoleerd in 1934 als hydrolyseproduct van croton-olie, welke gewonnen wordt uit de zaden van de plant Croton tiglium. De structuur van forbol werd in 1967 opgehelderd. De stof lost makkelijk op in de meeste polaire organische oplosmiddelen, en ook in water.
Verscheidene esters van forbol bezitten belangrijke biologische eigenschappen, waarvan de mogelijkheid om als tumorpromotors te fungeren door middel van activering van proteïnekinase C het meest in het oog springt. Forbolesters lijken op diacylglycerolen, glycerolderivaten waarin twee hydroxygroepen met vetzuren verbonden zijn om esters te vormen. Het meest voorkomende forbolester is 12-O-tetradecanoylforbol-13-acetaat (TPA), ook forbol-12-myristaat-13-acetaat (PMA) genoemd, wat gebruikt wordt in biomedisch onderzoek in modellen voor kankerverwekking. TPA, samen met ionomycine, kan ook gebruikt worden om T-cellen aan te zetten tot activatie, vermenigvuldiging, en de productie van cytokine, en wordt gebruikt in protocols voor intracellulaire kleuring van deze cytokinen.